# Huracán Madeline (2016)
El huracán Madeline fue el primero de dos ciclones tropicales que amenazó con tocar tierra en Hawái como huracán, y el otro es la huracán Lester. La decimocuarta tormenta nombrada, el octavo huracán y quinto huracán mayor de la temporada de huracanes del Pacífico de 2016, Madeline se desarrolló en un área de baja presión que se formaba bien al sur-suroeste de Baja California. Para el 26 de agosto, la perturbación se convirtió en una depresión tropical, antes de convertirse en una tormenta tropical poco después. La cizalladura del viento inicialmente inhibió el desarrollo, sin embargo cuando el ciclón viró al noroeste, Madeline experimentó una intensificación rápida como una característica del ojo desarrollada dentro de la tormenta el 29 de agosto. Finalmente, Madeline alcanzó un huracán mayor de categoría 4 al día siguiente. El huracán comenzó a debilitarse cuando la cizalladura del viento comenzó a aumentar a medida que se acercaba a Hawái. Para el 1 de septiembre, Madeline se debilitó a una tormenta tropical y pasó justo al sur de la Isla Grande de Hawái, arrojando fuertes lluvias, olas y ráfagas de viento a la isla. El ciclón eventualmente degeneró en un remanente bajo el 2 de septiembre antes de disiparse al día siguiente.
Antes de Madeline y Lester hacia el este, el estado de Hawái comenzó a prepararse para un ataque potencialmente histórico, posiblemente dos, a medida que se acercaban los huracanes. Se emitieron advertencias de huracán para la Isla de Hawái en preparación para la inminente llegada a tierra. Cuando Madeline se acercó, algo más débil de lo esperado, se declaró un estado de emergencia para todo el estado de Hawái, con docenas de refugios de emergencia abriéndose en la Isla de Hawái. Las escuelas públicas se cerraron hasta el 1 de septiembre debido al huracán y se les recomendó que permanezcan alejadas de las carreteras y que permanezcan adentro si es posible. Madeline causó menos daños que los esperados, principalmente debido a su trote hacia el sur y al estado perdido como una tormenta tropical, sin embargo, las áreas de Hawái aún experimentaron fuertes lluvias, inundaciones, mareas de tempestad y vientos racheados a veces.

## Historia meteorológica

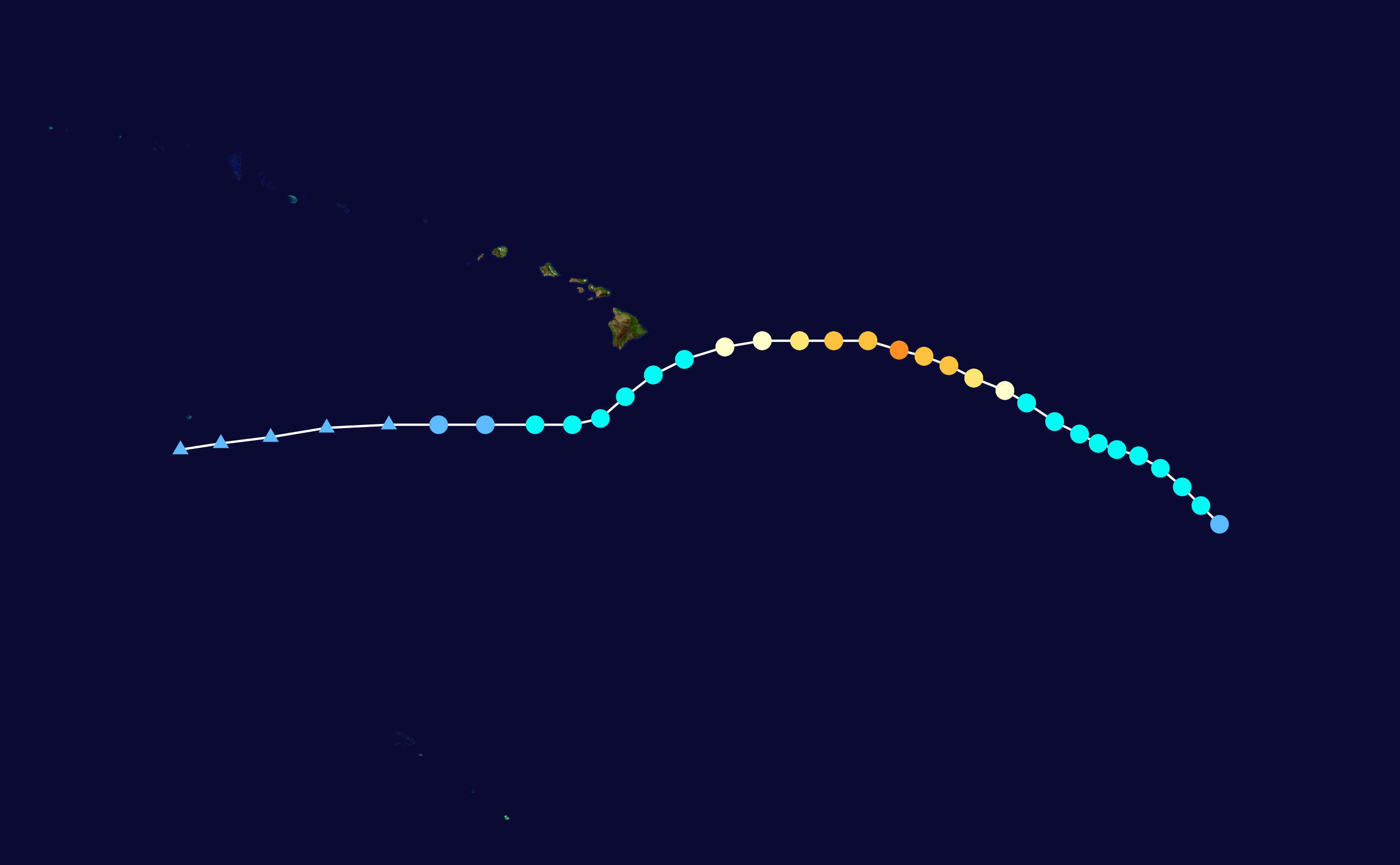
Mapa que traza la trayectoria y la intensidad de la tormenta, de acuerdo con la escala de huracanes de Saffir-Simpson

El 22 de agosto, el Centro Nacional de Huracanes comenzó a monitorear un amplio área de baja presión que se formaba a unos 1,000 millas (1,600 km) al sur-suroeste del extremo sur de Baja California. Durante los días siguientes, la perturbación se organizó gradualmente a medida que avanzaba hacia el oeste a través del Pacífico. La actividad de la tempestad de truenos aumentó el 25 de agosto, y como la perturbación se agrupó aún más al día siguiente, se estima que la depresión tropical Catorce-E se formó a las 18:00 UTC del 26 de agosto, a aproximadamente 1,125 millas (1,810 km) al este-sureste de la Isla Grande de Hawái. Las características de bandas convectivas se formaron al oeste del ciclón, y la depresión se mejoró posteriormente a la tormenta tropical que fue nombrada Madeline en la medianoche del 27 de agosto. Moviéndose hacia el noroeste bajo la influencia de estar ubicado en la periferia suroeste de una cresta de nivel medio, Madeline se fortaleció lentamente en un ambiente de cizalladura del viento moderado, antes de cruzar 140°W y entrar a la cuenca del Pacífico Central en la medianoche del 28 de agosto, momento en el que se transfirió el poder de emitir avisos sobre ciclones tropicales al Centro de Huracanes del Pacífico Central.

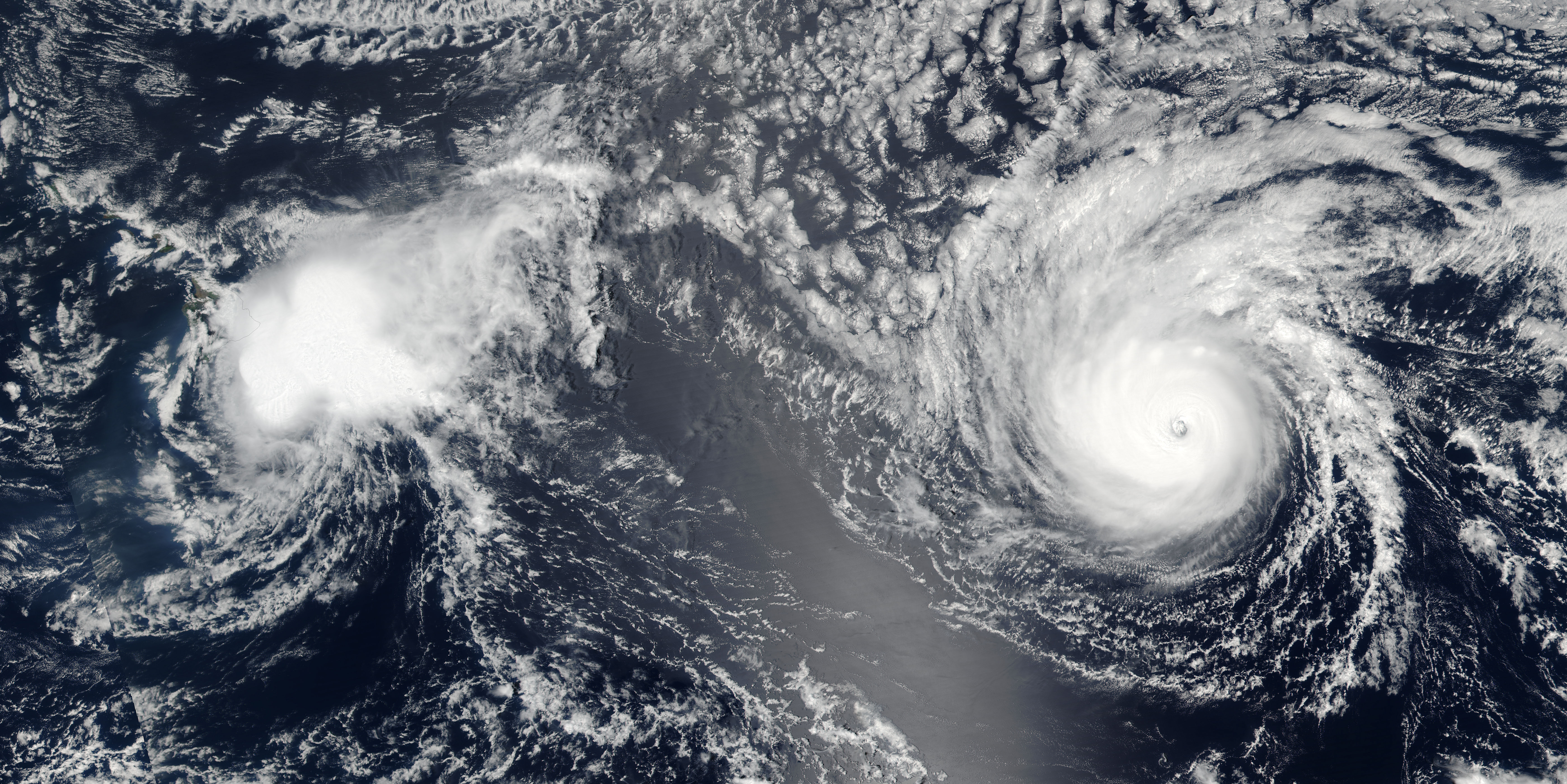
La huracán Madeline que se debilita cerca de Hawái el 31 de agosto, junto con el huracán Lester mucho más fuerte hacia el este

Una vez en el Pacífico Central, Madeline cambió poco en intensidad hasta las 03:00 UTC del 29 de agosto, momento en el que Madeline comenzó a experimentar un período de intensificación rápida como una función ocular desarrollada en un nublado central denso organizador, y fue actualizado a un huracán a las 09:00 UTC de ese día. Impulsado por temperaturas cálidas de la superficie del mar superiores a 27°C (81°F) y baja cizalladura del viento, Madeline continuó fortaleciéndose rápidamente y, a las 21:00 UTC, se convirtió en un huracán mayor, el quinto de la temporada. El huracán alcanzó su intensidad máxima como un poderoso huracán de categoría 4 a las 06:00 UTC del día siguiente con vientos de 130 mph (210 km/h) y una presión mínima de 950 milibares (28.05 inHg). Más tarde ese día, sin embargo, la presentación en la nube de Madeline comenzó a degradarse ya que la cizalladura del viento aumentó levemente debido a un canal elevado que se encontraba cerca de Hawái, y al mediodía del 30 de agosto, como lo muestra un avión de reconocimiento de la Fuerza Aérea, el huracán cayó por debajo de la intensidad de los huracanes a principios del 31 de agosto cuando se acercaba a Hawái. Se produjo un debilitamiento adicional y seis horas más tarde se había debilitado a un huracán de categoría 1. El ojo desapareció luego del satélite y los datos de reconocimiento indicaron que los centros de nivel bajo y medio comenzaron a alargarse. Más tarde ese día, la circulación quedó expuesta por la convección ya que la cizalladura del viento continuó afectando al ciclón, y con el tiempo se debilitó a una tormenta tropical a principios del 1 de septiembre. La convección más profunda fue empujada hacia el noreste del centro. A pesar de las temperaturas favorables de la superficie del mar, la cizalladura del viento continuó causando estragos en Madeline, y aunque se produjo un nuevo estallido de convección sobre el centro, la tormenta tropical continuó deteriorándose aún más en su estructura. Eventualmente, a principios del 3 de septiembre, Madeline se abrió a una depresión de baja presión al sur-suroeste de Hawái.

## Preparaciones e impacto

Bucle satelital infrarrojo del radar de Madeline haciendo su aproximación más cercana a Hawái el 1 de septiembre

Cuando Madeline se intensificó rápidamente el 29 de agosto, lo que representa una gran amenaza para Hawái, se emitió una alerta de huracán para el condado de Hawái. El día siguiente se emitió una advertencia de tormenta tropical y una alerta de tormenta tropical para el condado de Hawái y el condado de Maui, cuando Madeline se desplazó a Hawái. El Centro de Huracanes del Pacífico Central emitió una advertencia de huracán para el condado de Hawái ese mismo día, la primera desde el huracán Iselle en la temporada de 2014. Los relojes en el condado de Maui se modificaron a advertencia de tormenta tropical el 31 de agosto. La advertencia de huracán se redujo a la advertencia de tormenta tropical más tarde ese día cuando Madeline se debilitó y no logró tocar tierra en el estado. Todas las advertencias se suspendieron el 1 de septiembre cuando Madeline se debilitó y se alejó de las islas.
El gobernador de Hawái David Ige declaró el estado de emergencia el 30 de agosto como se acercó a Madeline, posteriormente, citando que un período de ayuda de emergencia esté vigente del 31 de agosto al 9 de septiembre de 2016 en la preparación de un posible impacto del huracán Lester. La Cruz Roja Americana abrió más de una docena de refugios de emergencia para ofrecer alimentos, agua y otros suministros esenciales. Todas las escuelas públicas se cerraron en la Isla Grande hasta el 1 de septiembre cuando Madeline se acercó. También se recomendó encarecidamente a los residentes que permanezcan adentro durante la tormenta. El puente de Umauma (Ruta 19) se cerró en ambas direcciones en anticipación a los fuertes vientos que impactan en el puente.
A pesar de que Madeline sí afectó a la Isla Grande, no alcanzó la mayor altura prevista por algunos meteorólogos. En cambio, un movimiento hacia el sur del sistema causó impactos mucho menos de lo que realmente se anticipó. Aun así, Madeline produjo fuertes lluvias y vientos racheados en la Isla Grande. En múltiples ubicaciones, las ráfagas de viento excedieron las 40 mph (65 km/h), la más alta registrada en Waimea, que registró una ráfaga máxima de 60 mph (95 km/h). Las acumulaciones totales de lluvia ascendieron a 5-11 pulgadas (13-28 cm) en toda la isla grande. Algunas carreteras bajas y propensas a inundaciones en Hilo fueron inundadas brevemente pero no se reportaron daños significativos.